# 다카사고역 (홋카이도)
다카사고역(일본어: 高砂駅 타카사고에키[*])은 일본 홋카이도 에베쓰시에 있는 홋카이도 여객철도 하코다테 본선의 역이다. 역 번호는 A08이며, 상대식 승강장 2면 2선의 구조를 가지는 지상역이다.

## 타는 곳
| 1 | ■ 하코다테 본선 (상행) | 삿포로 · 오타루 방면     |
| 2 | ■ 하코다테 본선 (하행) | 에베쓰 · 이와미자와 방면 |

## 이용 현황
| 연도     | 하루 평균 승차 인원 |
| 2009년도 | 2,570명             |
| -------- | ------------------- |

## 역 주변
- 국도 제12호선
- 에베쓰 시청
- 에베쓰 시민회관

## 역사
- 1986년 11월 11일 : 다카사고 임시 승강장으로서 개업.
- 1987년 4월 1일 : 민영화에 따라 홋카이도 여객철도로 이관, 동시에 역으로 승격.
- 2008년 10월 25일 : IC 카드 Kitaca 사용 개시.

## 인접 정차역
| 홋카이도 여객철도 ■ 하코다테 본선 | 홋카이도 여객철도 ■ 하코다테 본선     | 홋카이도 여객철도 ■ 하코다테 본선 |
| --------------------------------- | ------------------------------------- | --------------------------------- |
| A07 놋포로 삿포로 · 오타루 방면   | ● 구간쾌속 "이시카리 라이너" A ● 보통 | A09 에베쓰 이와미자와 방면        |